# A gúnárom elveszett
Az A gúnárom elveszett kezdetű magyar népdalt Vikár Béla vette fonográfra a Csongrád vármegyei Szegváron 1898-ban. Bartók Béla jegyezte le a felvételt.
Feldolgozás:
| Szerző            | Mire    | Mű                     |
| ----------------- | ------- | ---------------------- |
| Horusitzky Zoltán | zongora | Az én tyúkom megbódult |

## Kotta és dallam
| A gúnárom elveszett, keresésére megyek, nincsen annak más jegye, szárnya, farka fekete. | Az én tyúkom megbódult, a fazékba belebújt, Ó, én édes tyúkocskám, te leszel a vacsorám. | A kis tücsök ciripel, hátán semmit se cipel, Jobbra dűl, meg balra dűl, talán bizony hegedül. |

## Felvételek
- A gúnárom elveszett. YouTube (1967. június 5.)  (Hozzáférés: 2016. augusztus 28.) (audió)
- A gúnárom elveszett. Gyerekdalok  YouTube (2013. október 1.)  (Hozzáférés: 2016. augusztus 28.) (videó)